# Franz Thamm
Franz Thamm (ur. 19 czerwca 1831 w Lądku-Zdroju, zm. 25 lutego 1902 tamże) – niemiecki szewc i rzeźbiarz.

## Życiorys
Ojciec Franza Thamma był murarzem, rodzina żyła w ubogich warunkach. Od dzieciństwa Franza pociągało rzeźbiarstwo, jego talent artystyczny został rozpoznany już w okresie młodości. Jako chłopiec w wieku szkolnym rzeźbił drewniane krzyże i figurki, które sprzedawane były w wioskach okalających Lądek-Zdrój. Mimo że wykazywał artystyczne uzdolnienia w kierunku rzeźbiarstwa, rodziców nie stać było szkolić uzdolnionego syna. Zawodem, jaki wybrali było szewstwo. W młodzieńczym wieku Franz Thamm udał się na wędrówkę, aby nauczyć się zawodu szewca. Po zdobyciu wiedzy i uzyskaniu uprawnień w kierunku szewstwa w 1855 roku powrócił do Lądka-Zdroju gdzie otworzył mały sklepik z zakładem szewskim. W 1857 roku poślubił córkę majstra stolarskiego ze Strachocina koło Lądka-Zdroju. 
W wolnych chwilach nadal zajmował się rzeźbiarstwem i malarstwem pogłębiając równocześnie teoretyczną i praktyczna wiedzę w tym kierunku. O uzdolnionym Thammie dowiedział się rzeźbiarz Bernhard Kutzer z Horní Údolí koło Zlatych Hor. Gdy poznał i potwierdził talent Thamma, malarz kościelny z Ząbkowic Śląskich na początek obiecał dać mu zlecenie. Thamm sprzedał sklep szewski w Lądku-Zdroju i założył niewielką pracownię rzeźbiarską. Pierwszym jego zleceniem było zamówienie na wykonanie ołtarza w kościele parafialnym w Kucharach koło Oławy. Przedstawiciele władz pozytywnie ocenili pracę, a Thamm otrzymał dodatkową premię. Kolejne zamówienia otrzymał w Hrabstwie Kłodzkim. W 1874 artysta wybudował dom rodzinny z pracownią rzeźbiarską. Często odwiedzali go artyści, którzy przyjeżdżali do Lądka, wśród nich byli: Eduard Steinbrück i August Julius Streichenberg. W 1880 roku przy poparciu biskupa wrocławskiego, rozpoczął naukę na Akademii w Pradze, a następnie w Monachium, u profesora Josepha Knabla z Akademii Sztuk Pięknych, uzyskując jak najlepsze opinie. W okresie studiów współpracował się z Mayer'sche Hofkunstanstalt. 
Otrzymał ofertę pracy w berlińskiej Akademii Budownictwa oraz w zespole wykańczającym sławną katedrę w Kolonii. Obie oferty odrzucił. W 1884 odbył podróż po północnej Italii poznając włoską sztukę. 
W 1893 roku otrzymał zamówienie na wykonanie rzeźb do piętnastu kaplic różańcowych na Górze Kalwarii w Piekarach Śląskich, ze względu na słaby stan zdrowia wykonał tylko dwie: Biczowanie i Koronę cierniową. W 1894 doznał apopleksji, po której nie odzyskał pełnej sprawności. Wykonał stacje Drogi Krzyżowej dla kościoła św. Maurycego we Wrocławiu. W 1901 roku wykonał jeszcze figurę Ecce homo do kościoła w Chełmsku Śląskim. Gdy umarł, jego syn Franz Thamm (junior) był już samodzielnym artystą, warsztat przejęli młodsi synowie Paul i Adolf.

## Ważniejsze dzieła

### Ziemia kłodzka
- Lądek-Zdrój – marmurowe popiersie pruskiego króla Wilhelma I – zaginione.
- Strachocin – naturalnej wielkości drewniane rzeźby świętych, oraz droga krzyżowa w kościele parafialnym św. Maternusa.
- Ludwikowice Kłodzkie – pomnik Madonny z Dzieciątkiem na cmentarzu, rzeźba wykonana w piaskowcu.
- Ścinawka Dolna – marmurowy krucyfiks.
- Czermna – naturalnej wielkości rzeźba nagrobna Marii Panny wykonana z piaskowca.
- Stronie Śląskie – klasyczna pietà oraz droga krzyżowa przy kościele parafialnym pw. Matki Bożej Królowej Polski i św. Maternusa.
- Śnieżnik popiersie cesarza niemieckiego Wilhelma I o wysokości 1,23 w środku wieży widokowej – zniszczone.

### Śląsk
- Złoty Stok – posągi świętych, rzeźby wykonane w drzewie w kościele parafialnym pw. Niepokalanego Poczęcia NMP
- Legnica – osiem dużych posągów świętych, wśród nich posągi apostołów św. Piotra i św. Pawła oraz rzeźba Madonny z Dzieciątkiem w kościele św. Jana Chrzciciela
- Siemianowice Śląskie – duża piaskowcowa płaskorzeźba Marii z Dzieciątkiem Jezus oraz dwa anioły w portalu kościoła
- Wrocław – posąg Marii Panny wykonany w marmurze w katedrze św. Jana Chrzciciela oraz figura św. Józefa przed domem zakonnym elżbietanek
- Chełmsko Śląskie – figura Ecce homo w kościele parafialnym
- Osiek – figura św. Jana Nepomucena
- Świdnica – ołtarze boczne Serca Jezusowego i Matki Boskiej Różańcowej w kościół parafialny pw. św. Józefa.

### Inne
- Poczdam – rzeźba Madonny z Dzieciątkiem w kościele katolickim
- Javorník – krzyż cmentarny.

## Literatura
- Adam Langer, Franz Losky, Schlesische Biographieen, Glatz 1902, S. 133–158.
- Jacek Gernat, Od Klahrów do Thammów – modele funkcjonowania rodzinnych przedsiębiorstw rzeźbiarskich w Kotlinie Kłodzkiej i na Śląsku w XVIII-XX w. [online], Instytut Historii Sztuki Uniwersytetu im. Adama Mickiewicza w Poznaniu, 2022.